# Frente Democrático Nacional Antiimperialista
El Frente Democrático Nacional Antiimperialista (FDNAI, Hangul: 반제민족민주전선 (반제민전) Hanja: 反帝民族民主戰線 (反帝民戰), Panje minjok minju chŏnsŏn) es una organización clandestina de Corea del Sur, surgida como refundación del Partido de los Trabajadores de Corea (sección sureña), y es considerada como partido político comunista por Corea del Norte y como un grupo totalitario y pro-norcoreano por Corea del Sur. Es la única organización surcoreana que mantiene una misión en Pionyang.

## Historia
Fue fundado como Partido Revolucionario por la Reunificación el 25 de agosto de 1969. Después cambió su nombre al de Frente Democrático Nacional de Corea del Sur (Hangul: 한국민족민주전선 (한민전)) el 27 de julio de 1985, para finalmente adoptar el actual nombre el 23 de marzo de 2005.
EL FDNAI se guía por la idea Juche de Corea del Norte. Su objetivo es llevar a cabo una revolución popular en el sur, alcanzar la independencia mediante la retirada de tropas y bases de Estados Unidos, y la reunificación del país. Su historia se remonta a 1964 con la formación de un comité para crear el partido; oficialmente fue fundado en 1969 por Kim Jongtae y Choi Yongdo. Ambos fueron ejecutados por la dictadura de Park Chung-hee, junto con otros líderes del partido. Otros miembros del partido fueron condenados a largas penas de prisión, la esposa de Kim Jongtae y sus dos hijos no fueron vueltos a ser vistos.
Está ilegalizado en Corea del Sur bajo la Ley de Seguridad Nacional, pero opera de manera clandestina. Tiene una misión en Pionyang y otra en Japón. Es similar en organización al Frente Democrático para la Reunificación de la Patria, el frente popular de iure norcoreano; a veces se le llama  Frente Democrático Nacional de Corea del Sur.